# Konstantin Buga
Konstantin Buga (* 17. Juni 1985 in Atbassar, Kasachische SSR) ist ein deutscher Boxer und Teilnehmer der Olympischen Spiele 2008.

## Karriere
Mit elf Jahren fing der gebürtige Kasache in seiner Heimat mit dem Boxen an, 2002 kam er nach Deutschland und wurde eingebürgert.
Der 182 cm große Mittelgewichtler startet für den Berliner Verein NSF Neukölln. Er wurde zwei Mal Deutscher Juniorenmeister.
2003 nahm Buga erstmals an den Deutschen Meisterschaften der Männer teil, schied aber im Weltergewicht (bis 69 kg) startend schon frühzeitig aus. 2005 gewann er dann erstmals den Deutschen Meistertitel. Im selben Jahr nahm er auch an den Weltmeisterschaften in Mianyang teil, schied jedoch bereits im ersten Kampf gegen den späteren Silbermedaillengewinner Magomed Nurutdinov, Belarus (27:8), aus. Im selben Jahr wurde er auch wieder Deutscher Meister.
2006 schied Buga, nun im Mittelgewicht (bis 75 kg) startend, bei den Europameisterschaften in Plowdiw im ersten Kampf aus. Bei den Militärweltmeisterschaften im selben Jahr errang er mit einem zweiten Platz seine erste internationale Medaille.
Bei den Weltmeisterschaften 2007 in Chicago gelang ihm als einer von nur zwei deutsche Teilnehmers (neben Jack Culcay-Keth) die direkte Qualifikation für die Olympischen Spiele. Er gewann unter anderem gegen den Lokalmatadoren Shawn Estrada und unterlag dem Überraschungszweiten Alfonso Blanco aus Venezuela. Bei den Olympischen Spielen in Peking verlor er dann allerdings bereits im ersten Kampf gegen den Ecuadorianer Carlos Gongora mit 7–14 Punkten.
Bei EU-Meisterschaften 2009 in Odense erreichte Buga das Halbfinale. In diesem konnte er jedoch verletzungsbedingt nicht antreten, so dass er die Bronzemedaille gewann. Bei den Weltmeisterschaften im selben Jahr erreichte er nach einem überraschenden Sieg über den favorisierten Kubaner Rey Eduardo Recio (10-9 Punkte) das Viertelfinale, in dem er schließlich gegen den Usbeken Abbos Atoyev mit 3–4 Punkten unterlag.
2010 startete Buga bei den Europameisterschaften und schied nach einem Sieg über Zoltán Harcsa, Ungarn (8:2), im Achtelfinale gegen Adem Kilici, Türkei (RSC 2. Runde), aus. Im selben Jahr erreichte er auch bei den Deutschen Meisterschaften nur das Halbfinale, welches er gegen Dennis Radovan verlor (7:2). 2012 und 2013 schied er bei den Deutschen Meisterschaften bereits in der Vorrunde aus. 2014 errang er erneut eine Bronzemedaille. Nachdem er mehrere Jahre nicht zu Nationalmannschaft gehört hatte, wurde Bugo 2015 für einen Vergleichskampf gegen die Schweiz nominiert und gewann seinen Kampf. 
Buga kämpfte viele Jahre für den Velberter BC in der 1. Box-Bundesliga und wurde mit diesem mehrmals deutscher Mannschaftsmeister. 